# Kławki
Kławki niem. Klaukendorf – wieś w Polsce położona w województwie pomorskim, w powiecie malborskim, w gminie Stare Pole na obszarze Żuław Elbląskich.
Wieś królewska położona była w II połowie XVI wieku w województwie malborskim. W latach 1975–1998 miejscowość administracyjnie należała do województwa elbląskiego.
Według Narodowego Spisu Powszechnego Ludności i Mieszkań z 2011 roku liczba ludności we wsi Kławki to 125, z czego 48,8% mieszkańców stanowią kobiety, a 51,2% ludności to mężczyźni. W 2002 roku we wsi było 39 gospodarstw domowych. Wśród nich dominowały gospodarstwa zamieszkałe przez cztery osoby - takich gospodarstw było 11

## Zabytki
Według rejestru zabytków NID na listę zabytków wpisany jest drewniany dom podcieniowy nr 8, k. XVIII, 1839, nr rej.: A-278 z 19.12.1961